# Sebastián Arenas
Sebastián Arenas Díaz (26 de mayo de 1998) es un deportista colombiano que compite en tiro con arco, en la modalidad de arco compuesto. Ganó dos medallas en el Campeonato Mundial de Tiro con Arco al Aire Libre, bronce en 2017 y plata en 2023.

## Palmarés internacional
| Campeonato Mundial al Aire Libre | Campeonato Mundial al Aire Libre | Campeonato Mundial al Aire Libre | Campeonato Mundial al Aire Libre |
| Año                              | Lugar                            | Medalla                          | Prueba                           |
| -------------------------------- | -------------------------------- | -------------------------------- | -------------------------------- |
| 2017                             | Ciudad de México (México)        | Medalla de bronce                | Equipo                           |
| 2023                             | Berlín (Alemania)                | Medalla de plata                 | Equipo mixto                     |